# وادي سرخر
وادي سرخر أحد وديان العراق يقع شرق محافظة واسط جنوب العراق، يقع حوض وادي سرخر في الجزء الشرقي من العراق ويمتد داخل الحدود العراقية والإيرانية، أي ضمن الحدود الادارية لمحافظة واسط العراقية ومحافظة ايلام الإيرانية، يحده من الجنوب قضاء علي الغربي التابع ادارياً ل محافظة ميسان، ومن الغرب قضاء بدرة في محافظة واسط ومن الشرق ناحية شيخ سعد وينتهي الحوض عند اراضي هور الشويجة باتجاه الجنوب الغربي الذي يبعد (80)كم عن مدينة الكوت مركز محافظة واسط.

## عنه
يمتد ضمن منطقة شبه جبلية متموجة وسهلية، وهذا الموقع أعطى الكثير من المميزات، يتكون حوض وادي سرخر من عدد من الاودية الصغيرة تبلغ 6 أودية تنحدر من الجنوب الشرقي باتجاه الشمال الغربي وتلتقي هذه الأودية مكونة وادي سرخر الرئيسي
الذي ينتهي في اراضي هور الشويجة، ومن أهم الوديان الثانوية التي يتكون منها حوض وادي سرخر الرئيسي هي: حوض وادي سرخر الثانوي الذي يقع في الاجزاء الجنوبية، وحوض وادي العيلة الذي يقع في الأجزاء الوسطى، وحوض وادي الختيرة الذي يقع في الأجزاء الشمالية، إذ يكون بشكل شريط يمتد من الأجزاء الشمالية الشرقية باتجاه الأجزاء الجنوبية الغربية، حوض وادي امشان احمد الذي يقع في الأجزاء الغربية، وحوض وادي المالح الشرقي الذي يقع في الأجزاء الجنوبية الغربية، وحوض وادي المالح الغربي الذي يقع في الأجزاء الجنوبية الغربية.
يعد حوض وادي سرخر من الأودية شبه الجافة ويعتمد في تغذيته على مياه الأمطار التي تسقط ابتداءا من شهر تشرين الأول وحتى شهر مارس، وتتصف الامطار الساقطة على الحوض بقلة كميتها وتذبذب سقوطها زمانياً ومكانياً فضلا عن تعرض اجزاء منها للتبخر
اما المياه الجوفية فيستمد الحوض القسم الأكبر من مياهه الجوفية من الأمطار الساقطة في المناطق العليا للحوض.